# Теория морального развития Л. Кольберга
Теория морального развития Лоуренса Ко́льберга (также Теория нравственного развития или Стадии нравственного развития) представляет собой адаптацию психологической теории, первоначально разрабатываемой швейцарским психологом Жаном Пиаже. Кольберг начал работу над этой темой, будучи аспирантом в области психологии в Университете Чикаго в 1958 г., и развивал эту теорию на протяжении всей своей жизни.
Согласно этой теории, у моральных рассуждений, составляющих основу этического поведения, есть шесть идентифицируемых стадий развития, на каждой из которых ответы на моральные дилеммы более адекватны, чем на предыдущей.
Кольберг отследил нравственное развитие далеко за границами тех возрастов, что ранее были изучены Жаном Пиаже, который также утверждал, что логика и мораль развиваются на основе конструктивных этапов. Развивая работы Пиаже, Кольберг определил, что в процессе нравственного развития главную роль играет понятие справедливости, и что это развитие происходит на протяжении всей жизни человека. Использование данного понятия породило диалог о философских последствиях таких исследований.
Шесть этапов нравственного развития подразделяются на три уровня: доконвенциона́льный, конвенциона́льный и постконвенциона́льный.

## Базовые принципы теории
В основе модели морального развития Лоуренса Кольберга лежат следующие утверждения:
1. Представители разных обществ и культур не различаются по степени принятия основных ценностей. Кольберг выделил одиннадцать таких ценностей. Среди них законы и нормы, совесть, способность выразить свои чувства, авторитет, гражданские права, договор, доверие и справедливость в обмене, справедливость наказания, жизнь, право собственности, правда или истина, любовь и секс. Таким образом, стадия морального развития определяется не характером, а стилем отношения к этим ценностям.
2. Центральным понятием модели является понятие справедливости. Принципы справедливости являются основой для разрешения моральных конфликтов, возникающих в результате столкновения интересов участников. Суть справедливости — это распределение прав и обязанностей, регулируемое понятиями равенства и взаимности.
3. Критериями моральной зрелости, достижения высшего уровня морального развития являются как принятие универсальных этических принципов, так и выработка личностью новых моральных ценностей, собственной этической концепции.
4. В сформировавшемся виде система моральных «операций» обладает такими же свойствами обратимости и уравновешенности, которые свойственны логико-математическим и физическим суждениям (или операциям). Обратимость моральных «операций» достигается в результате развития у человека способности становиться на точку зрения других участников морального конфликта.
5. Основные моральные нормы и принципы личности не являются автоматически усвоенными «внешними» нормами и не складываются вследствие опыта наказания и вознаграждения, а вырабатываются в ходе социального взаимодействия.
6. Поскольку все культуры имеют общие основы социального взаимодействия, процесс морального развития во всех обществах подчиняется общим закономерностям.[9]

## Методика морального интервью
Для проверки своих предположений Лоуренс Кольберг создал методику морального интервью в своей диссертации 1958 года. В течение 45 минут с помощью магнитной ленты записывалось полуструктурированное интервью, где интервьюер, используя моральные дилеммы, пытался определить уровень нравственного развития респондента. Каждая дилемма была сформулирована в форме рассказа, описывающего ситуацию, где герою предстоял некий моральный выбор. Респонденту задавался ряд открытых вопросов, например, как должен по его мнению поступить герой дилеммы, также просили дать обоснование правильным и неправильным действиям героя. После предъявления нескольких моральных дилемм составлялась общая оценка уровня респондента. В своем оригинальном исследовании Кольберг использовал дилемму Хайнца: «Хайнц крадет лекарства в Европе».
Ниже представлены дилеммы, использованные в методике морального интервью Кольберга.

### Дилемма Хайнца
Дилемма I. В Европе женщина умирала от особой формы рака. Было только одно лекарство, которое, по мнению докторов, могло бы её спасти. Это была форма радия, недавно открытая фармацевтом в этом же городе. Изготовление лекарства стоило дорого. Но фармацевт назначил цену в 10 раз больше. Он заплатил 400 долларов за радий, а назначил цену 4000 долларов за небольшую дозу радия. Муж больной женщины, Хайнц, пошел ко всем своим знакомым, чтобы взять взаймы денег и использовал все легальные средства, но смог собрать лишь около 2000 долларов. Он сказал фармацевту, что жена умирает и просил его продать дешевле или принять плату позднее. Но фармацевт сказал: «Нет, я открыл лекарство и собираюсь хорошо на нём заработать, использовав все реальные средства». И Хайнц решил взломать аптеку и украсть лекарство.
Вопросы к дилемме Хайнца:
1. Должен ли Хайнц украсть лекарство? Почему да или нет?
2. Хорошо или дурно для него украсть лекарство?
3. Почему это правильно или дурно?
4. Есть ли у Хайнца обязанность или обязательство украсть лекарство? Почему да или нет?
5. Если бы Хайнц не любил свою жену, должен ли был он украсть лекарство для неё? Почему да или нет?
6. Предположим, что умирает не его жена, а чужой человек. Должен ли Хайнц стащить лекарство для чужого? Почему да или нет?
7. Предположим, что это домашнее животное, которое он любит. Должен ли Хайнц украсть, чтобы спасти любимое животное? Почему да или нет?
8. Важно ли для людей делать всё, что они могут, чтобы спасти жизнь другого? Почему да или нет?
9. Воровать — противозаконно. Дурно ли это в моральном отношении? Почему да или нет?
10. Вообще, должны ли люди пытаться делать всё, что они могут, чтобы повиноваться закону? Почему да или нет?
11. Осмысливая снова дилемму, какая самая ответственная вещь, которую нужно сделать в этой ситуации Хайнцу? Почему?

Дилемма II. Хайнц залез в аптеку. Он украл лекарство и дал его жене. На следующий день в газетах появилось сообщение о грабеже. Офицер полиции Браун, который знал Хайнца, прочитал сообщение. Он вспомнил, что видел, как Хайнц бежал от аптеки, и понял, что это сделал Хайнц. Полицейский колебался, должен ли он сообщить об этом.
Дилемма III. Джо — 14-летний мальчик, который очень хотел поехать в лагерь. Отец обещал ему, что он сможет поехать, если сам заработает для этого деньги. Джо усердно работал и скопил 40 долларов, необходимых для поездки в лагерь, и ещё немного сверх того. Но как раз перед поездкой отец изменил своё решение: некоторые его друзья решили поехать на рыбалку, а у отца не хватало денег. Он сказал Джо, чтобы тот дал ему накопленные деньги. Джо не хотел отказываться от поездки в лагерь и собирался отказать отцу.
Дилемма IV. У одной женщины была очень тяжёлая форма рака, от которой не было лекарства. Доктор Джефферсон знал, что ей осталось жить 6 месяцев. Она испытывала ужасные боли, но была так слаба, что достаточная доза морфия позволила бы ей умереть скорее. Она даже бредила, но в спокойные периоды она попросила доктора дать ей достаточно морфия, чтобы убить её. Хотя доктор Джефферсон знает, что убийство из милосердия противозаконно, он думает выполнить её просьбу.
Дилемма V. Доктор Джефферсон совершил милосердное убийство. В это время проходил мимо доктор Роджерс. Он знал ситуацию и пытался остановить доктора Джефферсона, но лекарство уже было дано. Доктор Роджерс колебался, должен ли он был сообщить о докторе Джефферсоне.
Дилемма VI. Джуди — 12-летняя девочка. Мать обещала ей, что она сможет пойти на специальный рок-концерт в их городе, если скопит деньги на билет, работая приходящей няней и немного экономя на завтраке. Она скопила 15 долларов на билет, да ещё дополнительно 5 долларов. Но мать изменила решение и сказала Джуди, что та должна потратить деньги на новую одежду для школы. Джуди была разочарована и решила любым способом пойти на концерт. Она купила билет, а матери сказала, что заработала всего 5 долларов. В среду она пошла на представление, а своей матери сказала, что провела день с другом. Через неделю Джуди рассказала своей старшей сестре, Луизе, что она ходила на спектакль, а матери солгала. Луиза раздумывала, сказать ли матери о поступке Джуди.
Дилемма VII. В Корее экипаж моряков при встрече с превосходящими силами врагов отступил. Экипаж перешёл мост через реку, но враг был ещё главным образом на другой стороне. Если бы кто-нибудь пошёл на мост и взорвал его, то остальные члены команды, имея преимущество во времени, вероятно, могли бы убежать. Но человек, который остался бы сзади, чтобы взорвать мост, не смог бы уйти живым. Сам капитан — это человек, который лучше всего знает, как вести отступление. Он вызвал добровольцев, но их не оказалось. Если он пойдет сам, то люди, вероятно, не вернутся благополучно, он единственный, кто знает, как вести отступление.
Дилемма VIII. В одной стране в Европе бедный человек по имени Вальжан не смог найти работы, как и его сестра и брат. Не имея денег, он украл хлеб и необходимое им лекарство. Его схватили и приговорили к 6 годам тюрьмы. Через два года он сбежал и стал жить в новом месте под другим именем. Он скопил деньги и постепенно построил большую фабрику, платил своим рабочим самую высокую зарплату и большую часть своей прибыли отдавал на больницу для людей, которые не могли получить хороший медицинский уход. Прошло двадцать лет, и один моряк узнал во владельце фабрики Вальжане беглого каторжника, которого полиция искала в его родном городе.
Дилемма IX. Два молодых человека, братья, попали в трудное положение. Они тайно покинули город и нуждались в деньгах. Карл, старший, взломал магазин и похитил тысячу долларов. Боб, младший, пошёл к старому человеку в отставке: было известно, что он помогает людям в городе. Этому человеку он сказал, что он очень болен и ему необходима тысяча долларов, чтобы заплатить за операцию. Боб попросил этого человека дать ему деньги и обещал, что вернёт их обратно, когда поправится. В действительности, Боб вообще не был болен и не намеревался возвращать деньги. Хотя старик и не знал хорошо Боба, он дал ему деньги. Так Боб и Карл удрали из города, каждый с тысячью долларов.

## Стадии развития нравственности
Шесть предложенных Лоуренсом Кольбергом стадий развития можно сгруппировать в три уровня по две стадии в каждом: доконвенциональный, конвенциональный и постконвенциональный.
Кольберг выделил 6 стадий нравственного развития, развёртывающихся в строгой последовательности аналогично когнитивным стадиям Пиаже. Переход от одной нравственной стадии к другой — результат развития как когнитивных навыков, так и способности к эмпатии. Кольберг не связывает свои стадии с рамками определённого возраста. В то время как большинство людей в своем нравственном развитии достигает, по крайней мере, третьей стадии, другие остаются нравственно незрелыми на протяжении всей жизни. Этапы не могут быть пропущены, каждый неизбежно ведёт к новому, более комплексному и дифференцированному, чем его предшественники, при этом объединяясь с ними.
Уровень 1. Доконвенциональный.
1. Ориентация на наказание и послушание (Как я могу избежать наказания?)
2. Наивная гедонистическая ориентация (Какая здесь польза для меня?)
Уровень 2. Конвенциональный.
3. Ориентация на соответствие ближнему окружению/малой группе (социальные нормы, модель «хорошего ребёнка»)
4. Установка на поддержание установленного порядка социальной справедливости и фиксированных правил (Мораль соответствует правилам и законам)
Уровень 3. Постконвенциональный
5. Утилитаризм и представление о морали как продукте общественного договора (социальный контракт)
6. Универсальные этические принципы (собственные нравственные принципы и совесть как регулятор)
Понимание, полученное на каждой стадии, сохраняется на более поздних этапах, однако может рассматриваться как упрощённое, с недостаточным вниманием к деталям.

### Доконвенциональный уровень
Доконвенциональный уровень моральных рассуждений особенно часто встречается у детей, хотя взрослые также могут демонстрировать подобный уровень рассуждений. Индивид на данном уровне судит о нравственности действия по его прямым последствиям. Доконвенциональный уровень состоит из первого и второго этапов морального развития и связан исключительно с эгоцентрической установкой индивида. Ребёнок, находясь на доконвенциональном уровне, ещё не усвоил и не интериоризировал общепринятые нормы относительно того, что является правильным или неправильным; вместо этого он фокусируется в основном на внешних последствиях, которые могут принести какие-либо действия.
На этом уровне ребёнок реагирует уже на культурные правила и масштабы «хорошего» и «плохого», «справедливого» и «несправедливого»; но он понимает эти масштабы в смысле физических или чувственных последствий действий (наказание, награда, обмен преимуществ) или в смысле физической власти личностей, которые придают значимость этим правилам и масштабам (родители, учителя и т. д.). Поведение ребёнка основано исключительно на принципе выгоды и оценивается исходя из дальнейших последствий.
Стадия 1: ребёнок стремится быть послушным, потому что полагает, что только так можно избежать наказания. Никакой нравственной стороны поступка для него ещё не существует. Слова «стыдно», «некрасиво» не подвластны пониманию, ребёнок реагирует на слово «нельзя», «это больно» и на перспективу наказания.
Например, действие воспринимается как нравственно неправильное, когда нарушитель получает наказание. «В последний раз, когда я это сделал, меня отшлёпали, так что я не буду делать это снова». Чем хуже наказание за деяние, тем сильнее оно воспринимается как «плохое». Это может привести к умозаключению, что даже невинные жертвы виноваты пропорционально своим страданиям. Это «эгоцентрическая» позиция, когда отсутствует понимание, что точки зрения других людей могут отличаться от точки зрения индивида.
Стадия 2: поступки ребёнка ориентированы на получение вознаграждения. Он поступает правильно ради получения выгоды. Ребёнок пробует различные стратегии поведения, отбирая те, которые считает успешными. Например, понравившуюся вещь он может не только отнять, но и обменять. Малыш варьирует стратегии в зависимости от ситуации. Нравственной стороны поступка по-прежнему не существует.
Второй этап рассуждения показывает ограниченный интерес к нуждам других людей, но только до точки, где они пересекаются с собственными интересами индивида. В результате, забота о других основана не на лояльности или взаимоуважении, а скорее на принципе «Почеши мою спину, тогда я почешу твою». Эта стадия сильно отличается от социального контракта (стадия пять), так как все действия на данном этапе имеют целью обслуживания собственных потребностей или интересов индивида.

### Конвенциональный уровень
Конвенциональный уровень моральных рассуждений является типичным для подростков и взрослых. Индивид на данном уровне судит о нравственности действий, сравнивая их с мнениями и ожиданиями общества. Конвенциональный уровень состоит из третьего и четвёртого этапов морального развития. Традиционная мораль характеризуется принятием конвенций общества относительно того, что правильно и неправильно. На этом уровне индивид подчиняется правилам и следует нормам общества, даже если нет никаких последствий после их нарушения. Следование правилам и соглашениям несколько ригидно, их целесообразность или справедливость редко подвергается сомнению.
На этом уровне самоцелью является исполнение ожиданий собственной семьи, группы или нации, без оглядки на непосредственные или очевидные последствия. Эта установка определена не только конформизмом, приспособлением к личным ожиданиям и общественному порядку, но и посредством лояльности, активного поддержания и оправдания порядка и идентификации с личностями или группой, которые выступают в качестве носителя порядка. Происходит осознание правил поведения в обществе и принятых в нём ценностей. Общественное признание становится важнее личных интересов.
Стадия 3: ребёнок в состоянии оценить своё поведение с точки зрения моральных принципов, принятых в его окружении. Он понимает, что такое стыд, и хочет быть «хорошим ребёнком» в глазах значимых взрослых. Однако такое понимание не постоянно и иногда благополучно забывается. Индивиды восприимчивы к одобрению или неодобрению со стороны других, поскольку это отражает взгляды, принятые в данном обществе. На третьем этапе ребёнок может судить о нравственности действия путём оценки его последствий с точки зрения человеческих взаимоотношений, которые в настоящее время начинают включать в себя такие вещи, как уважение, благодарность и соблюдение «золотого правила». «Я хочу, чтобы окружающие думали обо мне хорошо, хочу нравиться им; вероятно, моё хорошее поведение заставит людей полюбить меня».
Стадия 4: ребёнок осознает существование законов, принятых в обществе, и понимает, для чего они служат. Кроме того, он видит в соблюдении законов возможность отстоять и свои права, если это необходимо. Например, указать учителю, что он не может так себя вести. Поведение строго контролируется.
Основные идеалы в обществе часто задают, что является правильным и неправильным. Если один человек нарушит закон — остальные смогут поступать также, поэтому существует обязательство и обязанность соблюдать законы и правила. Когда кто-то действительно нарушает закон, это нравственно неправильно; виновность, таким образом, является существенным фактором в данном этапе, она отделяет правильные, хорошие поступки от неправильных и плохих. Наиболее активные члены общества остаются на данной стадии, где мораль до сих пор в основном продиктована внешней силой.

### Постконвенциональный уровень
На постконвенциональном уровне, также известном как уровень автономной морали/принципов, отмечается растущее осознание того, что индивиды являются отдельными от общества объектами, и что собственная точка зрения индивида может иметь приоритет над точкой зрения общества в целом; то есть люди могут не подчиняться правилам, несовместимым с их собственными принципами. Люди на данном уровне живут, руководствуясь собственными моральными принципами, которые обычно включают такие основные права человека, как право на жизнь, свободу и справедливость. Они рассматривают законы как полезные, но гибкие механизмы, которые, в идеале, могут поддерживать общий социальный порядок и защищать права человека. Правила и законы не являются абсолютными диктатами, которые должны выполняться без вопросов. Люди формируют собственные критерии нравственности. Они оценивают по ним события и поступают, исходя из своих моральных представлений. Из-за того, что индивиды на постконвенциональном уровне поднимают свою собственную моральную оценку ситуации над социальными конвенциями, их поведение, особенно на этапе шесть, может быть схоже с поведением лиц на доконвенциональном уровне.
Некоторые теоретики предполагают, что многие люди, возможно, никогда не достигают такого уровня абстрактных моральных рассуждений.
Стадия 5: мир рассматривается как содержащий различные мнения, права и ценности. Эти мнения, права и ценности необходимо уважать как уникальные для каждого человека или сообщества. Законы рассматриваются как социальные контракты, а не жёсткие указания. Те, которые не способствуют общему благосостоянию, должны быть изменены, когда это необходимо для достижения «наивысшего блага для наибольшего числа людей». Это достигается за счёт решения большинства и неизбежного компромисса. Демократическое правительство якобы основано на пятом этапе рассуждений.
Стадия 6: мораль основана на абстрактных рассуждениях с использованием универсальных этических принципов. Законы действуют лишь постольку, поскольку они основаны на справедливости; более того, приверженность справедливости несёт за собой обязательство не подчиняться несправедливым законам. В юридических правах отсутствует необходимость, так как социальный контракт не является существенным для деонтического морального действия. Действия в таком случае являются не средством, а самоцелью; люди совершают что-либо, потому что это правильно, а не потому что это поможет им избежать наказания, выгодно или задано юридически. Хотя Кольберг настаивал на шести стадиях, он обнаружил, что трудно идентифицировать людей, которые постоянно действуют на этом уровне.

## Дальнейшие стадии
В дальнейших исследованиях Кольберг обнаружил, что некоторые индивиды, вероятно, подверглись стадии моральной регрессии. Эту проблему можно было решить либо путём признания существования моральной регрессии либо дальнейшим расширением теории. Кольберг выбрал второй вариант, допустив существование подэтапов, в котором достигнутые стадии ещё не полностью интегрировались в личность. В частности, Кольберг выделил стадии 4½ или 4+, то есть переход от четвёртой стадии к пятой, включающий характеристики обеих. На этом этапе индивид разочарован произвольным характером закона и объяснения порядка; ответственность изменяется с задаваемой обществом на восприятие самого общества как ответственного. Этот этап часто ошибочно принимают за моральный релятивизм второй стадии, так как индивид рассматривает противоречащие его собственным интересы общества как относительные и нравственно неверные. Кольберг отмечает, что это зачастую наблюдается у студентов, поступающих в колледж.
Лоуренс Кольберг предположил наличие седьмого этапа — трансцендентальной нравственности или космически ориентированной морали — который связывает религию с моральным суждением. Трудности Кольберга в получении эмпирических данных даже на шестом этапе привели его к тому, чтобы подчеркнуть умозрительный, теоретический характер седьмой стадии.
Возраст прохождения стадий условен и может варьироваться в зависимости от развития интеллекта. Большинство людей, по мнению Кольберга, останавливается на четвёртой стадии морального совершенствования.
Теория морального развития Кольберга подтверждалась не только его экспериментальными исследованиями, но и работами его последователей. И несмотря на то, что она имеет много недостатков, эта теория внесла весомый вклад[какой?] в психологию развития человека.

## Практическое использование
Работа Лоуренса Кольберга по теории нравственного развития была использована другими исследователями, работающими в этой области. Одним из примеров является Defining Issues Test (DIT), созданный в 1979 году Джеймсом Рестом первоначально в качестве письменной альтернативы методике морального интервью Кольберга. В тесте совершенствуются критерии достоверности для использования количественной шкалы Лайкерта для оценки моральных дилемм, подобных дилемме Хайнца. Также широкое использование получила часть теории Кольберга в качестве «идеи постконвенционального мышления». В 1999 году DIT был усовершенствован до DIT-2. Тест продолжает использоваться во многих областях, где требуется моральное тестирование, например, в богословии, политике и медицине.
Валидность методики Defining Issues Test (DIT) подтверждается тем, что:
- она позволяет зафиксировать различие морального развития у людей разного возраста и имеющих разный уровень образования;
- она выявляет изменения морального развития в лонгитюдных исследованиях;
- её результаты коррелируют с результатами других аналогичных методик;
- она позволяет выявить изменения в ходе участия в программах, направленных на развитие моральных суждений;
- её результаты связаны с просоциальным поведением человека, его профессиональными решениями, политическими аттитюдами;
- повторное тестирование респондентов через относительно короткий промежуток времени даёт такие же результаты, как и первое.

Другой вариант стандартизованного теста, основанного на методе дилемм Кольберга, был разработан в 1975 году немецким исследователем из университета Констанца Георгом Линдом. Тест нацелен на измерение компетенции нравственного суждения респондента и соответственно назван Moral Competence Test (MCT). Прежнее название — Moral Judgment Test (MJT). В отличие от DIT, тест Линда уделяет первостепенное значение не предпочтительности суждений, соответствующих той или иной стадии Кольберга, а степени связности и обратимости суждений. Тест переведён на 30 языков и применялся в течение 40 с лишним лет в сотнях исследований по всему миру.
Российский вариант тестирования по методу Кольберга представлен диагностическим комплексом ОНИКС, разработанным в 2011 году в целях педагогической диагностики личностных достижений школьника в области нравственного развития. Комплекс расширяет функциональные возможности зарубежных аналогов за счёт их совмещения, применения оригинального математического аппарата обработки данных и подбора результирующих показателей. По заявлению разработчиков, повышенная надёжность теста в сравнении с MCT позволяет осуществлять персонифицированную диагностику нравственных компетенций и, в частности, идентифицировать нравственно одарённых детей.